# Nemadus
Nemadus är ett släkte av skalbaggar som beskrevs av Thomson 1867. Nemadus ingår i familjen mycelbaggar.
Släktet innehåller bara arten Nemadus colonoides.

## Bildgalleri

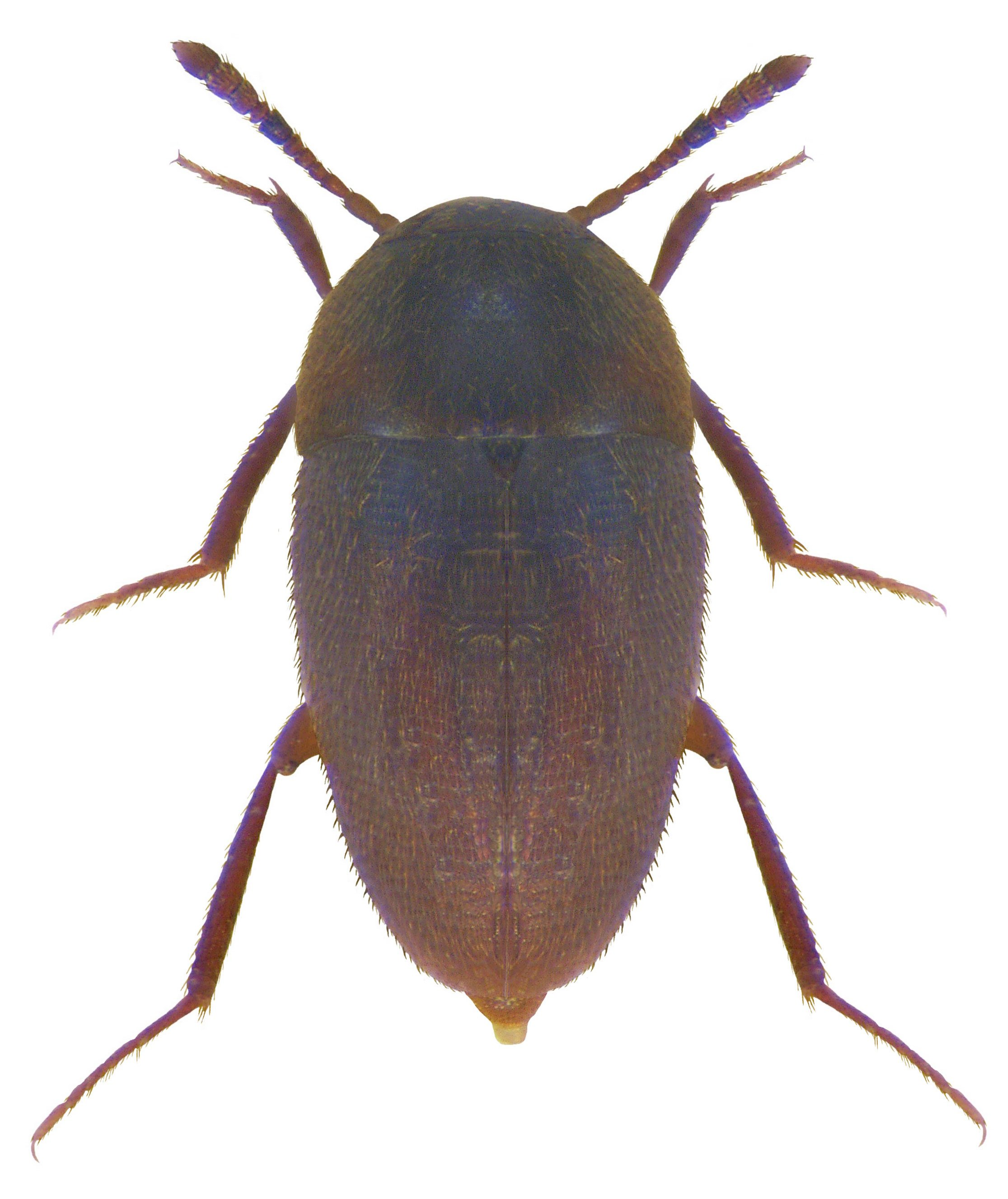